# Statspriset för litteratur
Statspriset för litteratur (finska: kirjallisuuden valtionpalkinto) är ett finländskt statligt litteraturpris som utdelas varje år av Statens litteraturkommission. Det första priset tilldelades Aleksis Kivi år 1865.

## Pristagare
- 2006 Juha Itkonen: Anna minun rakastaa enemmän
- 2005 Ilpo Tiihonen: Largo
- 2004 Lars Sund: Eriks bok
- 2003 Harri Tapper: Pitkäsuisten suku
- 2002 Markku Paasonen: Voittokulku